# Klusjino

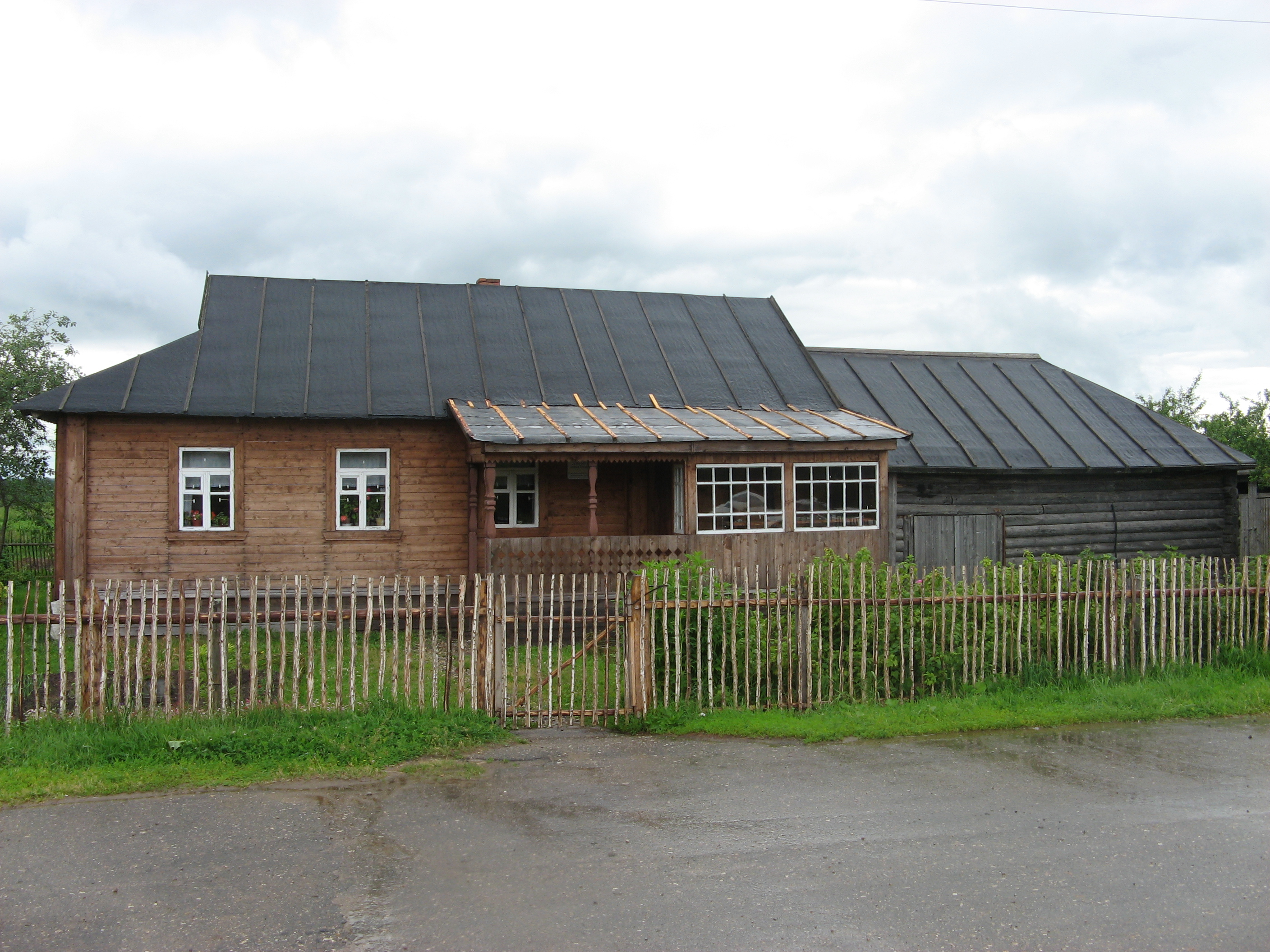
Jurij Gagarins föräldrahem i Klusjino, numera ett museum.

Klusjino (ryska Клушино) är en by i Smolensk oblast i Ryssland. Den är centralort i den administrativa landbygdsenheten Gagarinskoje Selskoje Poselenije. I Klusjino utkämpades år 1610 Slaget vid Klusjino mellan Sverige/Ryssland mot Polen i De la Gardieska fälttåget. Kosmonauten Jurij Gagarin föddes i byn 1934.